# بايه (مقاطعة دهغلان)
بايه (بالإنجليزية: Bayeh)‏ هي مستوطنة تقع في كردستان في إيران. يقدر عدد سكانها بـ 51 نسمة .